# Orde van het Ottomaanse Parlement

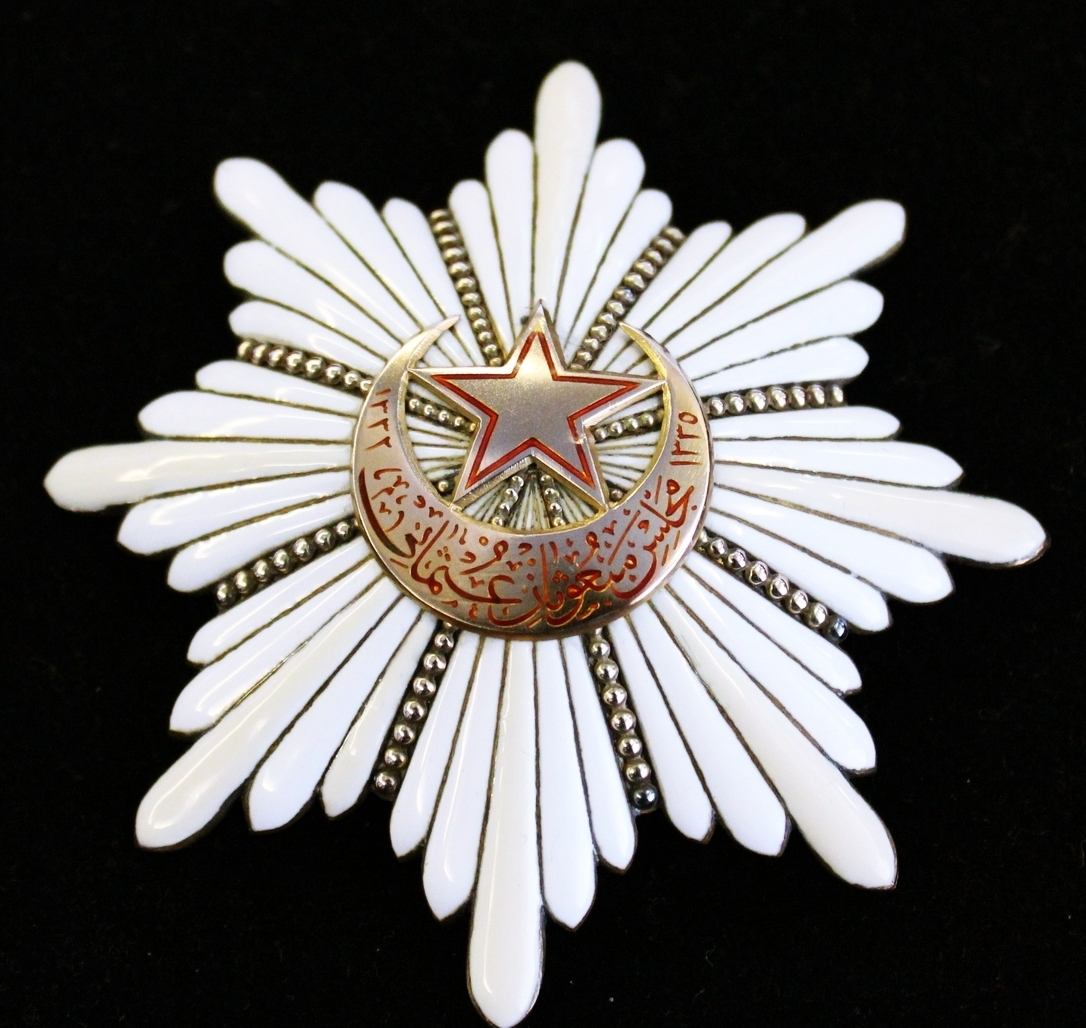
Ster

De Orde van het Ottomaanse Parlement ("Meclisi Mebusan Azalarina Mahsus Nishan" of "Majlisi Mabusan Azalarina Mahsus Nishan") werd in 1914 gesticht en in 1915 aan de leden van het lagerhuis uitgereikt.
Het is geen orde van verdienste, men zou eerder van een ambtsteken spreken, maar ook andere landen, zoals Spanje, hebben dergelijke eretekens ingesteld voor de parlementariërs.
Het versiersel is een zevenpuntige witgeëmailleerde verguld zilveren ster. Op de ster is een medaillon met gouden maan en ster gelegd. Op de ring staat "Ottomaanse Kamer van Volksvertegenwoordigers" met de jaartallen 1332 en 1335.
Er is een graad en men draagt een ster aan een rood-wit lint om de hals en een grotere ster op de linkerborst.
Medailles en eretekens van het Ottomaanse Rijk

Chelengk · 
Orde van het Huis van Osman · 
Orde van het Verheven Portret · 
Orde van de Halve Maan · 
Orde van de Glorie · 
Orde van de Eer · 
Hoge Orde van de Eer · 
Orde van Osmanie · 
Orde van Mejidie · 
Orde van Liefdadigheid · 
Orde van Onderwijs · 
Orde van het Ottomaanse Parlement · 
Orde van Verdienste voor de Landbouw ·
Medaille van de Orde van de Eer · 
Liyakat Medaille · 
IJzeren Halve Maan · 
De lijst van 21 Turkse campagnemedailles

Medailles en ertetekens van de Turkse Republiek

Turkse Onafhankelijkheidsmedaille · 
Orde van Verdienste van de Turkse Strijdkrachten · 
Legioen van Aanbeveling van de Turkse Strijdkrachten · 
Legioen van Eer van de Turkse Strijdkrachten · 
Legioen van Verdienste van de Turkse Strijdkrachten · 
Medaille van Eer van de Turkse Strijdkrachten · 
Medaille van de Strijdkrachten voor Belangrijke Diensten · 
Medaille van de Strijdkrachten voor Opvallende Moed en Zelfopoffering · 
Medaille voor Eervolle Vermelding van de Turkse Strijdkrachten · 
Medaille voor Prestaties van de Turkse Strijdkrachten